# Chieti (provincie)
De provincie Chieti ligt in het zuidoosten van de Italiaanse regio Abruzzo. In het westen grenst ze aan de provincie l'Aquila, in het noorden aan Pescara en in het zuiden aan de in de regio Molise gelegen provincies Campobasso en Isernia.

## Territorium

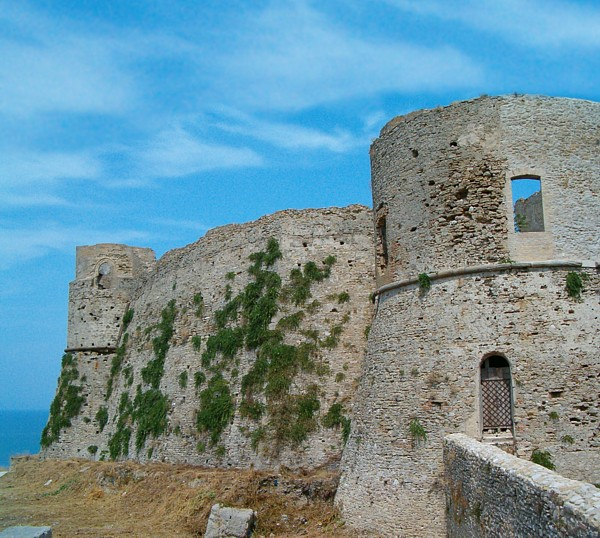
Kasteel van Ortona

In het westen van de provincie ligt het Majellamassief, dat op de Gran Sasso na, de hoogste berggroep van de Apennijnen is (Monte Amaro; 2795 m). De zijde van Chieti heeft de status van nationaal park. De rest van het binnenland is heuvelachtig met veel landbouw. De dorpen liggen vaak niet in de dalen, maar op de heuvelruggen. De onderlinge afstanden zijn hierdoor vaak erg groot. Het belangrijkste dal is het brede Valle del Sangro, vernoemd naar de gelijknamige rivier dat ter hoogte van Bomba gestuwd is (Lago di Bomba). Het noordelijke deel van de kust is overwegend zand- en kiezelstrand. Costa dei Trabocchi is de naam voor het zuidelijke deel, met rotsachtige delen waarop de karakteristieke visinstallaties staan, de zogenaamde "trabocchi".

## Bezienswaardigheden
De stad Chieti, in de Romeinse tijd Teate, ligt boven op een heuvel uitkijkend over Adriatische Zee en de dichtbij liggende stad Pescara. De stad heeft een belangrijk historisch museum en er zijn resten te zien van Romeinse tempels. Het museum herbergt het beroemde beeld van de Strijder van Capestrano dat dateert uit de 6de eeuw voor Christus en vele andere kunstschatten die gevonden zijn in de regio Abruzzo. De tweede stad van de provincie Vasto heeft een levendig centrum met een bijzonder Kasteel uit de dertiende eeuw. In Ortona staat het Castello Aragonese. Het raakte in de Tweede Wereldoorlog zwaar beschadigd door bombardementen. In 1946 stortte bij een landverschuiving de noordelijke helft geheel in zee. De plaatsen in het binnenland hebben in de meeste gevallen hun oorspronkelijke karakter weten te behouden. Het belangrijkst zijn hier de stad Lanciano en Guardiagrele. Het gebergte van de Majella is moeilijk toegankelijk. Vanaf de Passo di Lanciano takt een weg af naar Maielletta (1992 m) beginpunt van vele wandelingen.
Belangrijke badplaatsen zijn Francavilla al Mare, Torino di Sangro Marina en Marina di Vasto.

## Foto's

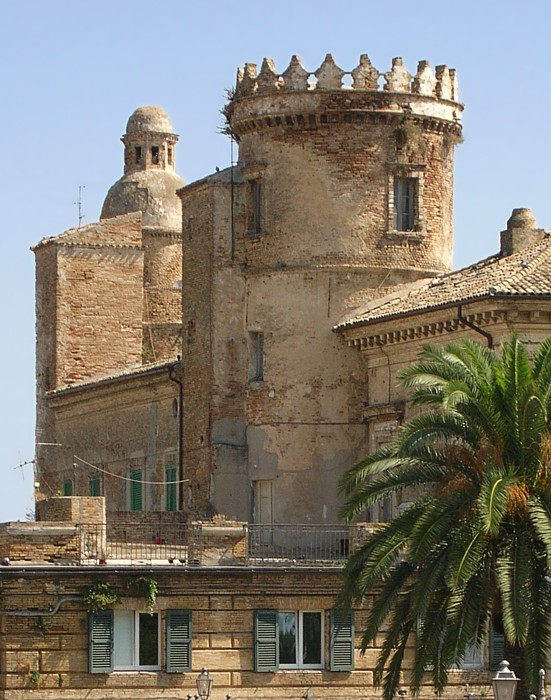
Vasto

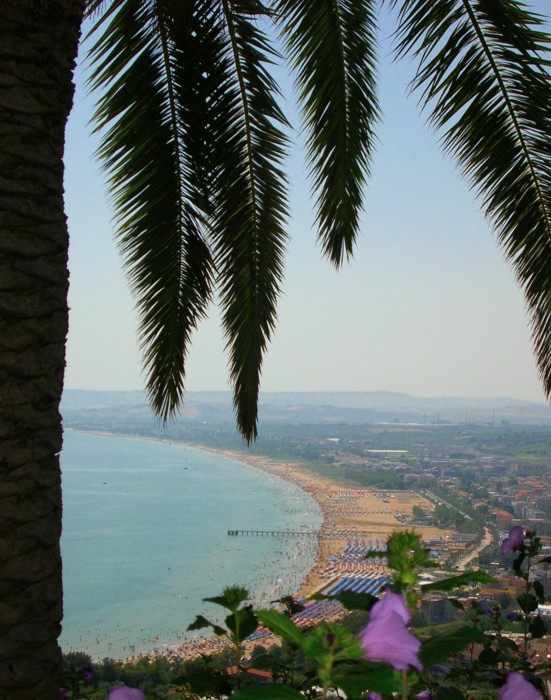
Kust

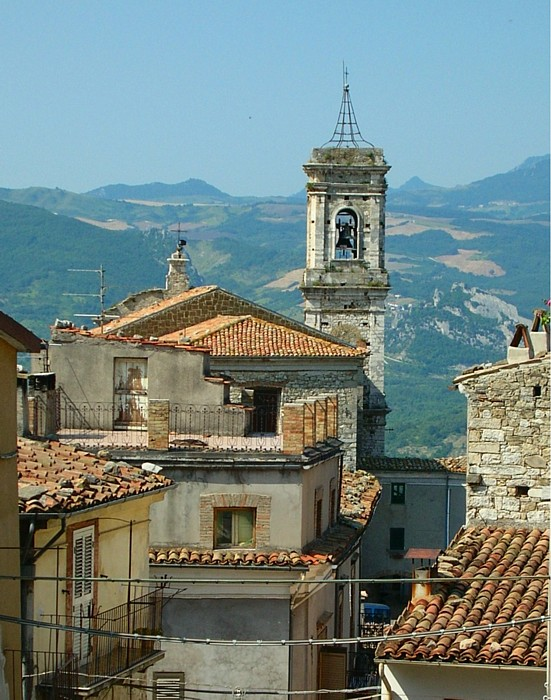
Bomba

## Belangrijke plaatsen
- Chieti (56.000 inw.)
- Vasto (37.512 inw.)
- Lanciano (35.713 inw.)
- Ortona (21.804 inw.)